# The Legend of Rockabye Point
The Legend of Rockabye Point (bra: A Lenda do Pico da Canção de Ninar; prt: A Lenda da Canção de Embalar) é um curta-metragem estadunidense de 1955, dirigido por Tex Avery e produzido por Walter Lantz. Este também é o segundo (e último) desenho animado do Picolino dirigido pelo Avery. O curta foi reaproveitado no episódio 3 de O Novo Show do Pica-Pau como "A Classic Chilly Cartoon".

## Prêmios e indicações
Foi indicado ao Oscar de melhor curta-metragem de animação, mas perdeu para Speedy González.